# Petrus Höhensteiger
Petrus Höhensteiger, osb, né en 1963 à Prien am Chiemsee, est un religieux bénédictin allemand, actuellement abbé de l'abbaye de Schäftlarn, fondée en l'an 742.

## Biographie

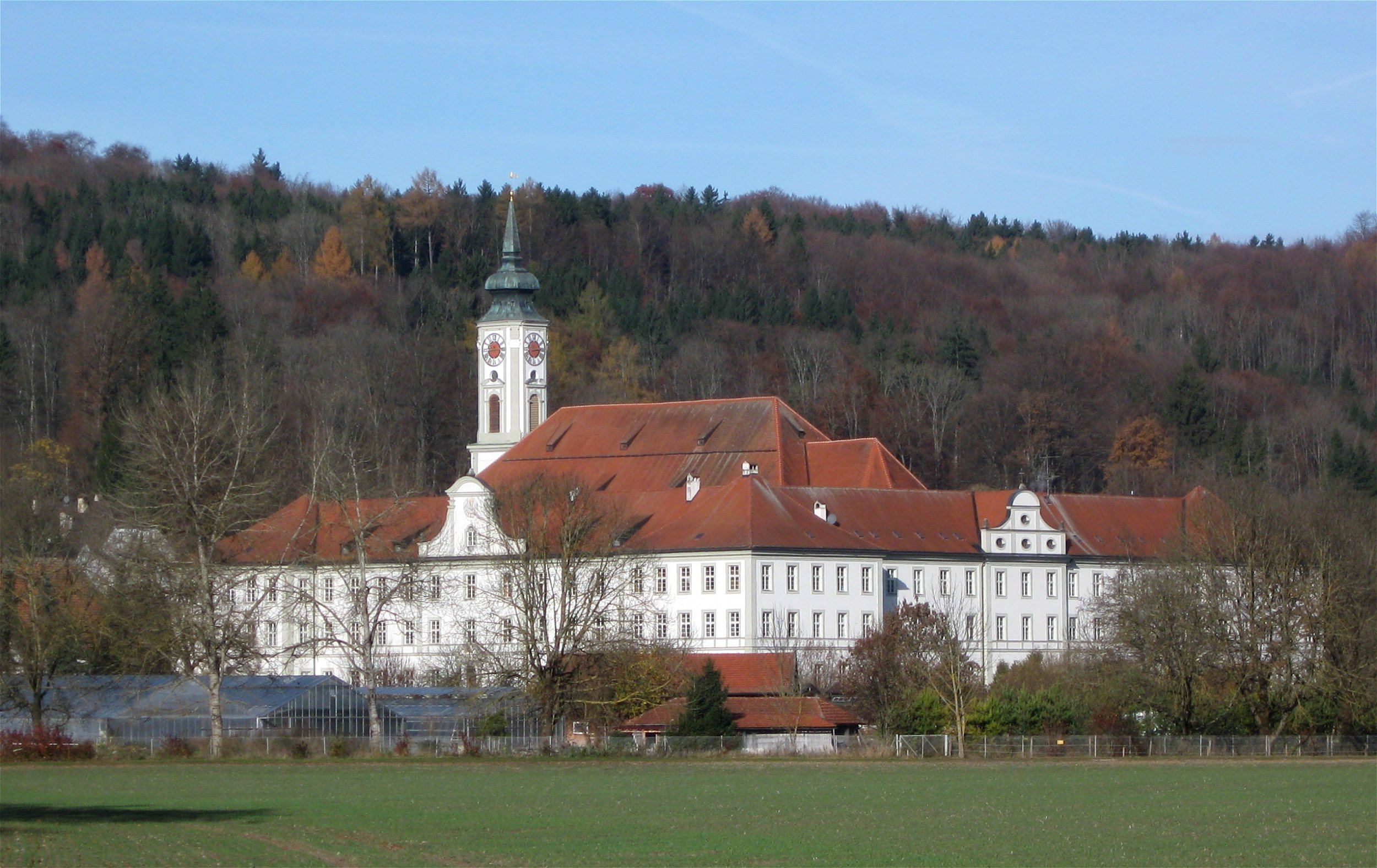
Vue de l'abbaye de Schäftlarn

Petrus Höhensteiger étudie la philosophie et la théologie à l'université Louis-et-Maximilien de Munich. Il prononce ses vœux de profès en 1987 et il est ordonné prêtre en 1995. Il est professeur au gymnasium de l'abbaye de Schäftlarn, et maître des novices et hôtelier de l'abbaye.
En 2008, le chapitre l'élit comme abbé. Il reçoit la bénédiction de l'archevêque de Munich-Freising, Mgr Marx, le 18 octobre 2008, en l'église Saint-Benoît. C'est le sixième abbé de Schäftlarn depuis sa refondation par le roi Louis Ier de Bavière en 1866.
La devise de l'abbé Höhensteiger est Bereitet dem Herrn den Weg (« Préparez le chemin au Seigneur »).

## Source
- (de) Cet article est partiellement ou en totalité issu de l’article de Wikipédia en allemand intitulé « Petrus Höhensteiger » (voir la liste des auteurs).